# Liste des titres musicaux numéro un aux États-Unis en 1995
Cette page liste les titres musicaux ayant le plus de succès au cours de l'année 1995 aux États-Unis d'après le magazine Billboard.

## Historique
| Date         | Artiste(s)                 | Titre                               | Référence |
| ------------ | -------------------------- | ----------------------------------- | --------- |
| 7 janvier    | Boyz II Men                | On Bended Knee                      |           |
| 14 janvier   | Boyz II Men                | On Bended Knee                      |           |
| 21 janvier   | Boyz II Men                | On Bended Knee                      |           |
| 28 janvier   | TLC                        | Creep                               |           |
| 4 février    | TLC                        | Creep                               |           |
| 11 février   | TLC                        | Creep                               |           |
| 18 février   | TLC                        | Creep                               |           |
| 25 février   | Madonna                    | Take a Bow                          |           |
| 4 mars       | Madonna                    | Take a Bow                          |           |
| 11 mars      | Madonna                    | Take a Bow                          |           |
| 18 mars      | Madonna                    | Take a Bow                          |           |
| 25 mars      | Madonna                    | Take a Bow                          |           |
| 1er avril    | Madonna                    | Take a Bow                          |           |
| 8 avril      | Madonna                    | Take a Bow                          |           |
| 15 avril     | Montell Jordan             | This Is How We Do It                |           |
| 22 avril     | Montell Jordan             | This Is How We Do It                |           |
| 29 avril     | Montell Jordan             | This Is How We Do It                |           |
| 6 mai        | Montell Jordan             | This Is How We Do It                |           |
| 13 mai       | Montell Jordan             | This Is How We Do It                |           |
| 20 mai       | Montell Jordan             | This Is How We Do It                |           |
| 27 mai       | Montell Jordan             | This Is How We Do It                |           |
| 3 juin       | Bryan Adams                | Have You Ever Really Loved a Woman? |           |
| 10 juin      | Bryan Adams                | Have You Ever Really Loved a Woman? |           |
| 17 juin      | Bryan Adams                | Have You Ever Really Loved a Woman? |           |
| 24 juin      | Bryan Adams                | Have You Ever Really Loved a Woman? |           |
| 1er juillet  | Bryan Adams                | Have You Ever Really Loved a Woman? |           |
| 8 juillet    | TLC                        | Waterfalls                          |           |
| 15 juillet   | TLC                        | Waterfalls                          |           |
| 22 juillet   | TLC                        | Waterfalls                          |           |
| 29 juillet   | TLC                        | Waterfalls                          |           |
| 5 août       | TLC                        | Waterfalls                          |           |
| 12 août      | TLC                        | Waterfalls                          |           |
| 19 août      | TLC                        | Waterfalls                          |           |
| 26 août      | Seal                       | Kiss from a Rose                    |           |
| 2 septembre  | Michael Jackson            | You Are Not Alone                   |           |
| 9 septembre  | Coolio featuring L.V.      | Gangsta's Paradise                  |           |
| 16 septembre | Coolio featuring L.V.      | Gangsta's Paradise                  |           |
| 23 septembre | Coolio featuring L.V.      | Gangsta's Paradise                  |           |
| 30 septembre | Mariah Carey               | Fantasy                             |           |
| 7 octobre    | Mariah Carey               | Fantasy                             |           |
| 14 octobre   | Mariah Carey               | Fantasy                             |           |
| 21 octobre   | Mariah Carey               | Fantasy                             |           |
| 28 octobre   | Mariah Carey               | Fantasy                             |           |
| 4 novembre   | Mariah Carey               | Fantasy                             |           |
| 11 novembre  | Mariah Carey               | Fantasy                             |           |
| 18 novembre  | Mariah Carey               | Fantasy                             |           |
| 25 novembre  | Whitney Houston            | Exhale (Shoop Shoop)                |           |
| 2 décembre   | Mariah Carey & Boyz II Men | One Sweet Day                       |           |
| 9 décembre   | Mariah Carey & Boyz II Men | One Sweet Day                       |           |
| 16 décembre  | Mariah Carey & Boyz II Men | One Sweet Day                       |           |
| 23 décembre  | Mariah Carey & Boyz II Men | One Sweet Day                       |           |
| 30 décembre  | Mariah Carey & Boyz II Men | One Sweet Day                       |           |